# زیارتگاه ابوالفضل
زیارتگاه ابوالفضل‎ یک زیارتگاه و مسجد است که در مرادخانی، کابل، افغانستان موقعیت دارد.